# يوديد التيتانيوم الثنائي
يوديد التيتانيوم الثنائي (أو ثنائي يوديد التيتانيوم) مركب كيميائي، له الصيغة TiI2، ويوجد على شكل صلب بلوري أسود.

## التحضير
يحضر هذا المركب من التفاعل المباشر بين عنصري اليود والتيتانيوم:
{\displaystyle \mathrm {Ti+I_{2}\longrightarrow TiI_{2}} }

## الخواص
يوجد المركب في الشروط القياسية على هيئة صلب بلوري أسود، وللمركب بنية بلورية من نمط نظام بلوري ثلاثي متساوي الأحرف، وهي تشبه بنية يوديد الكادميوم. يتفكك المركب عند درجات حرارة تفوق 480 °س.